# Ивање (Бијело Поље)
Ивање је насеље у општини Бијело Поље у Црној Гори. Према попису из 2003. било је 465 становника (према попису из 1991. било је 547 становника).

## Демографија
У насељу Ивање живи 340 пунолетних становника, а просечна старост становништва износи 36,8 година (36,3 код мушкараца и 37,2 код жена). У насељу има 121 домаћинство, а просечан број чланова по домаћинству је 3,84.
Становништво у овом насељу веома је хетерогено, а у последња три пописа, примећен је пад у броју становника.
|  |

| Демографија | Демографија | Демографија |
| Година      | Становника  | Становника  |
| ----------- | ----------- | ----------- |
|             |             |             |
|             |             |             |
|             |             |             |
|             |             |             |
| 1948.       | 686         |             |
| 1953.       | 802         |             |
| 1961.       | 876         |             |
| 1971.       | 785         |             |
| 1981.       | 731         |             |
| 1991.       | 547         | 545         |
| 2003.       | 559         | 465         |
|             |             |             |

| Етнички састав према попису из 2003.‍ | Етнички састав према попису из 2003.‍ | Етнички састав према попису из 2003.‍ | Етнички састав према попису из 2003.‍ | Етнички састав према попису из 2003.‍ |
| ------------------------------------ | ------------------------------------ | ------------------------------------ | ------------------------------------ | ------------------------------------ |
|                                      |                                      |                                      |                                      |                                      |
| Срби                                 | Срби                                 |                                      | 242                                  | 52,04%                               |
| Бошњаци                              | Бошњаци                              |                                      | 149                                  | 32,04%                               |
| Муслимани                            | Муслимани                            |                                      | 39                                   | 8,38%                                |
| Црногорци                            | Црногорци                            |                                      | 28                                   | 6,02%                                |
| непознато                            | непознато                            |                                      | 3                                    | 0,64%                                |

| Година пописа     | 1948. | 1953. | 1961. | 1971. | 1981. | 1991. | 2003. |
| ----------------- | ----- | ----- | ----- | ----- | ----- | ----- | ----- |
| Број домаћинстава | 131   | 146   | 143   | 136   | 140   | 136   | 123   |

| Број чланова      | 1   | 2  | 3  | 4  | 5  | 6  | 7  | 8 | 9 | 10 и више | Просек |
| ----------------- | --- | -- | -- | -- | -- | -- | -- | - | - | --------- | ------ |
| Број домаћинстава | 121 | 20 | 27 | 12 | 13 | 21 | 12 | 9 | 3 | 2         | 2      |

| Пол    | Укупно | Неожењен/Неудата | Ожењен/Удата | Удовац/Удовица | Разведен/Разведена | Непознато |
| ------ | ------ | ---------------- | ------------ | -------------- | ------------------ | --------- |
| Мушки  | 185    | 71               | 99           | 15             | 0                  | 0         |
| Женски | 179    | 39               | 105          | 30             | 4                  | 1         |
| УКУПНО | 364    | 110              | 204          | 45             | 4                  | 1         |

| Пол    | Укупно                    | Пољопривреда, лов и шумарство | Рибарство                            | Вађење руде и камена | Прерађивачка индустрија       |
| ------ | ------------------------- | ----------------------------- | ------------------------------------ | -------------------- | ----------------------------- |
| Мушки  | 84                        | 42                            | 0                                    | 0                    | 9                             |
| Женски | 41                        | 30                            | 0                                    | 0                    | 2                             |
| УКУПНО | 125                       | 72                            | 0                                    | 0                    | 11                            |
| Пол    | Производња и снабдевање   | Грађевинарство                | Трговина                             | Хотели и ресторани   | Саобраћај, складиштење и везе |
| Мушки  | 2                         | 12                            | 4                                    | 0                    | 4                             |
| Женски | 0                         | 0                             | 4                                    | 2                    | 0                             |
| УКУПНО | 2                         | 12                            | 8                                    | 2                    | 4                             |
| Пол    | Финансијско посредовање   | Некретнине                    | Државна управа и одбрана             | Образовање           | Здравствени и социјални рад   |
| Мушки  | 0                         | 0                             | 6                                    | 2                    | 0                             |
| Женски | 0                         | 1                             | 0                                    | 2                    | 0                             |
| УКУПНО | 0                         | 1                             | 6                                    | 4                    | 0                             |
| Пол    | Остале услужне активности | Приватна домаћинства          | Екстериторијалне организације и тела | Непознато            | Непознато                     |
| Мушки  | 1                         | 0                             | 0                                    | 2                    | 2                             |
| Женски | 0                         | 0                             | 0                                    | 0                    | 0                             |
| УКУПНО | 1                         | 0                             | 0                                    | 2                    | 2                             |